# Бэгемдыр

Бэгемдыр (амх. በጌምድር, также в XX веке Гондэр, по названию главного города) — историческая провинция на северо-западе Эфиопии.

## Наименование
Происхождение названия провинции неясно. Согласно одной из версий, беге означает Беджа, один из народов северо-восточной Африки, и мдэр страна — то есть страна беджа. В одной из надписей императора Аксума Эзаны сообщается, что после своей победы над беджа он расселил 4400 пленников в провинции Матлия, местонахождение которой точно не установлено.
По другой теории, первая часть в названии бага, означающее также засушливое время года, указывает на нехватку воды и сухой климат в этом регионе.

## История
Первое упоминание о Бэгемдыре встречается на карте мира фра Мауро (ок. 1460), где он обозначен как королевство Бегемдер. Как королевство упоминает его и император Лебна Денгел в своём письме королю Португалии в 1526 году, однако при этом указывает, что Бегемдер является частью его империи.
В 1942 году Бэгемдыр был объединён с провинцией Сымен и стал называться Бэгемдыр и Сымен. В 1974 году провинция Бэгемдыр и Сымен стала регионом, который в 1976 году был переименован в Гондэр. В 1995 году при проведении административной реформы в Эфиопии, провинция была разделена между новыми регионами Амхара и Тыграй.
По данным 1970 года провинция Бэгемдыр и Сымен имела следующее административное деление:
| Субпровинции                         | Районы |
| ------------------------------------ | --- |
| 1. Гайинт (центр — Нэфас-Моуча)      | 1. Лай-Гайинт (центр — Нэфас-Моуча) 2. Сэмада (центр — Тэклу-Кэтэма) 3. Тач-Гайинт (центр — Арб-Гэбэя)                                                            |
| 2. Гондэр (центр — Гондэр)           | 1. Армачихо (центр — Тыкыль-Дэнгия) 2. Гондэр (центр — Гондэр) 3. Дэмбия (центр — Колла-Диба)                                                                     |
| 3. Дэбрэ-Табор (центр — Дэбрэ-Табор) | 1. Дэра (центр — Амбасами) 2. Фарта (центр — Дэбрэ-Табор) 3. Фогэра (центр — Уорэта) 4. Ысте (центр — Мэканэ-Ийесус)                                              |
| 4. Либо (центр — Аддис-Зэмэн)        | 1. Бэлеса (центр — Ардэя) 2. Кэмкэм (центр — Аддис-Зэмэн) 3. Ыбнат (центр — Ыбнат)                                                                                |
| 5. Сымен (центр — Дэбарк)            | 1. Бэйеда (центр — Дыльбэзза) 2. Ганамора (центр — Дэрэсге) 3. Дыб-Бахр (центр — Адэр-Кай) 4. Дэбарк (центр — Дэбарк) 5. Тэлемт (центр — Адди-Сэлам)              |
| 6. Уогэра (центр — Дабат)            | 1. Дабат (центр — Дабат) 2. Сэтит-Хумэра (центр — Хумэра) 3. Уогэра (центр — Амба-Гийоргис) 4. Уолькайт (центр — Адди-Рэммэт) 5. Цэгэде (центр — Кэркэр)          |
| 7. Чильга (центр — Айкэль)           | 1. Алефа-Такуса (центр — Дэнгэль-Бэр) 2. Куара (центр — Теуодрос-Кэтэма) 3. Махбэрэ-Сылласе (центр — Ясин) 4. Мэтэмар (центр — Мэтэма) 5. Чильга (центр — Сэраба) |